# Zespół Hoigné
Zespół Hoigné – rzadko występujący zespół objawów neurologicznych. Powikłanie powstające podczas leczenia penicyliną prokainową (w postaci zawiesiny wstrzykiwanej domięśniowo) w przypadku przedostania się do układu krążenia dużych kryształów penicyliny prokainowej.
Występuje z częstością 1-3:1000 wstrzyknięć, jest więc znacznie częstszym powikłaniem niż wstrząs anafilaktyczny (1:1000000). Po raz pierwszy został opisany przez szwajcarskiego lekarza Rolfa Hoignégo w 1959 roku.

## Objawy
Zespół Hoigné objawia się panicznym lękiem, halucynacjami złożonymi (wzrokowymi – falujące i przeinaczone otoczenie; słuchowymi – słyszalny charakterystyczny jazgot; smakowymi; dotykowymi), a także wstrząsami ciała, parestezjami i brakiem poczucia czasu. Napad następuje w kilkanaście sekund do 3 minut po iniekcji i może trwać 15-60 minut. Nie towarzyszą mu objawy zapaści naczyniowej (wręcz odwrotnie, występuje podwyższone ciśnienie tętnicze i dobrze wypełnione, przyspieszone tętno), co jest istotne w diagnostyce różnicowej wstrząsu anafilaktycznego. Objawy samoczynnie ustępują, a rokowanie jest na ogół dobre. Zespół Hoigné nie jest przeciwwskazaniem do leczenia penicyliną, jednakże pacjenci zazwyczaj nie decydują się na dalsze leczenie penicyliną po wystąpieniu u nich tego zespołu.
Zaburzenia mózgowe uważano za następstwo powstania mikrozatorów z kryształów prokainy w krążeniu mózgowym, obecnie sądzi się, że objawy te zależą w większym stopniu od działania samej prokainy na ośrodkowy układ nerwowy.
Objawy zespołu mają charakter przemijający, a poprawę uzyskuje się po zastosowaniu leczenia benzodiazepinami np. diazepamem